# Double Dee
I Double Dee sono un gruppo musicale house italiano fondato, ad Ancona nel 1990, da Danny Losito e Davide Domenella.

## Storia dei Double Dee

### 1988-1989: Le origini nei Flexus Brothers
Nel 1987 la italo disco, che ormai ruotava in se stessa con codici e stilemi standardizzati, vedeva l'inizio del progressivo decadimento. Nello stesso anno il fenomeno house music cominciava a sorgere, seppur relegato, soprattutto in Italia, in un sottobosco fatto di pochi Dj dallo sguardo internazionale che avevano notato brani delle chart britanniche che già includevano quell'anno Jack Your Body di Steve Hurley.
Fu in questo periodo che Davide Domenella e Giampi Malvatani iniziarono a remixare brani precedenti da utilizzare nei loro Dj set. Il loro primo remix fu quello di Chinese Revenge dei Koto uscito per la Memory Records. Fu però con l'intervento di Danny Losito che i tre pubblicarono il loro 12" a nome Flexus Brothers, contenente il brano hip house Watching Me (Technology, 1989), realizzato con un Akai X7000. A questo seguì il remix di Acqua Marina di Santana pubblicato come The Countach per la New Music International di Pippo Landro. Fu poi nel 1989 che Losito e Domenella composero, con un campionatore Akai S900, con gli expander Roland U-110, Yamaha TX802 e Roland D-550, con una tastiera Roland D-10 ed un computer Atari col programma Steinberg Pro 24, quello che diventerà poi la loro prima hit a nome Double Dee intitolata Found Love, che già eseguivano durante le loro serate da DJ.

### 1990-1995: la nascita dei Double Dee
I Double Dee nacquero in questo contesto da un'idea di Danny Losito e Davide Domenella nel 1990. Found Love fu registrato al Vallemania Recording Studios di Genga in provincia di Ancona, con l'ausilio dei musicisti Giancarlo Ragni e Michele Chiavarini e con Fabio Morbidelli come fonico, per poi essere pubblicato dalla Onizom Music, sottoetichetta della Irma Records. Il brano fu uno dei successi dell'estate 1990 entrando nelle classifiche di musica dance inglesi ed americane tanto da ottenere anche un remix dei Dj Danny Tenaglia e Ralph Falcon pubblicato dalla Epic. Sull'onda del successo del brano, i Double Dee pubblicarono poi il loro primo ed unico omonimo album (Five Record Independent, 1991).
Tra il 1991 e il 1994 seguono cinque singoli Don't You Feel, The More I Get The More I Want, People Get Up, Hey You, Body Music, Come Into My Life, Love Nobody e I'm In Love.
Nel 2000 viene pubblicato il singolo You, a cui seguono Can You Feel It, You e Shining.
Il 18 aprile del 2010 pubblicano insieme a Luca Guerrieri il singolo Why Don't You Feel.
Nel 2018, il loro ultimo lavoro " Deja Vu", un album che rispecchia il sound Double Dee proiettato nella nuova era.

## Discografia

### Album
- 1991 - Double Dee
- 2018 - Dèjavù

### Singoli
- 1990 - Found Love
- 1991 - Don't You Feel
- 1992 - The More I Get The More I Want
- 1992 - People Get Up
- 1992 - Hey You
- 1993 - Body Music
- 1994 - Love Nobody
- 1995 - Come Into My Life
- 1996 - I'm In Love
- 2000 - You
- 2001 - Can You Feel It, You
- 2002 - Shining
- 2010 - Why Don't You Feel con Luca Guerrieri